# Corydalis oxypetala
Corydalis oxypetala är en vallmoväxtart. Corydalis oxypetala ingår i släktet nunneörter, och familjen vallmoväxter.

## Underarter
Arten delas in i följande underarter:
- C. o. balfouriana
- C. o. oxypetala